# Biblioteques de Singapur
Els tipus de biblioteques localitzades a Singapur són variats: hi ha establert un sistema públic bibliotecari (el Sistema bibliotecari de Singapur), hi ha biblioteques acadèmiques que serveixen a les universitats de Singapur i es troben biblioteques privades.

## Història de les biblioteques de Singapur
El 1823 es va crear la primera biblioteca escolar, que esdevingué la primera biblioteca pública el 1844, la Biblioteca de Singapur. El 1849 se li va agregar la funció de museu. El 18873 canvià el nom a Biblioteca i Museu Raffles pel govern colonial. Des del 1886 es convertí en el dipòsit nacional, una funció de biblioteca nacional i alhora biblioteca pública que coallaria amb la constitució formal de la funció com a biblioteca nacional feta l'1 d'abril de 1958. La funció de biblioteca nacional fou establerta en les lleis de 1957 Proposta de Llei de la Biblioteca Nacional Raffles i l'Ordenança de la Biblioteca Nacional Raffles, fetes dos anys després de separar la biblioteca del museu. La Biblioteca Nacional va ser fundada alhora que la National Board Library, que té la funció d'aconsellar al ministeri que gestione la Biblioteca Nacional i dirigir-la.
Durant la dècada de 1950 fins al 1991 hi hagué un servei de biblioteca mòbil. Establert amb la Llei de la Biblioteca Nacional, a mitjan dècada del 1970 una furgoneta i dos tràilers portant 3.000 llibres cada circulaven pel país. El 1975 el servei comptava amb 3.000 adults i joves i més de 30.000 xiquets com a membres del servei. El servei movia el 8% de la circulació total de la Biblioteca Nacional. Amb el pas del temps la importància del servei va disminuir per la major obertura d'horaris de les filials. El 1988 sis treballs foren discontinuats fins que el 1991 el servei cessà.
El 1955 es va formar el Grup de Biblioteques Malaies per part de membres de Malàisia i Singapur per a promoure la cooperació i la formació de bibliotecaris en un moment que les úniques biblioteques amb suport estatal eren la Biblioteca Raffle i la de la Universitat de Malaia de Singapur (avui en dia, la Universitat Nacional de Singapur). L'organització canvià de nom a Library Association of Malaya and Singapore el 1958. El 1960 va haver de separar-se per raons polítiques en dos associacions: Persatan Perpustakaan Tanah Melayu (Associació de Biblioteques de Malaya) i l'Associació de Biblioteques de Singapur (Library Association of Singapore). El 1965 la Federació de Malàisia i Singapur integrà les associacions. La separació per raons polítiques va durar un curt temps. El gener de 1966, es va reconstituir Persatan Perpustakaan Singapura, la qual canvià el nom el 1972 a Associació Bibliotecària de Singapur.
L'Associació Bibliotecària de Singapur es relacionà amb la germana malàisia mitjançant la Joint Liaison Council, que alhora forma part del Congrès de Biblioteques del Sud-est Asiàtic, fundat el 1970. El director de la Biblioteca Nacional de Singapur i membre de la National Library Board, Rasu Ramachandran, va ser elegit secretari del Congrès l'any 2000. La participació en la IFLA va ser inicialment escassa (pel 1985) i va anar creixent al principi del segle XXI.
El 1960 es construí un nou edifici per a la biblioteca nacional a la carretera Stamford, amb l'ajut econòmic d'un empresari xinès. Es canvià el nom a Biblioteca Nacional. Durant el tercer quart del segle xx, es van establir filials de la Biblioteca Nacional a les ciutats satèl·lit del país, iniciant-se amb a les ciutats de Queenstown i Toa Pay. Més tard a Chai Chee i Siglap. El 1978 hi havia sis filials, que augmentaren a vuit el 1983.
L'automatització de les biblioteques de Singapur va ocórrer de manera endarrerida en comparació a altres biblioteques d'altres països. Sent-ne les primeres en adoptar la novetat tecnològica les biblioteques universitàries per davant de la Biblioteca Nacional.
Així, el primer ús d'ordinadors en una biblioteca del país va ser a la biblioteca de la Universitat de Nanyang el 1972 i era per a tindre un seguiment dels rebuts de les revistes.
El 1973 la Biblioteca Nacional intentà establir una cooperació bibliotecària amb les altres biblioteques del país en el marge de l'automatització però va ser deixada de costat. Amb el programari basat en el programari de la Western Library Network anomenat SILAS (Singapore Integrated Library Automation System) la Biblioteca Nacional tractà d'establir la catalogació compartida i la constitució d'una bibliografia nacional. Així, SILAS fou iniciat el 1983. El 1986 es posà en funcionament a la Biblioteca Nacional i des del 1987 a les biblioteques universitàries i del govern.
La tecnologia dels codis de barres aplicada a les biblioteques del país va ser introduïda de manera paral·lela a la introducció del programari SILAS, sent les pioneres les biblioteques acadèmiques. La primera biblioteca en utilitzar la tecnologia al país fou la Biblioteca de la Politècnica Ngee Ann, més tard (el 1984) la va emprar la Biblioteca Nacional. El 1988 una biblioteca pública del país utilitzà per primera vegada la tecnologia dels codis de barres.
Al principi de la dècada del 1990 les biblioteques públiques estaven tenint un èxit escàs amb relació a la societat que servien: el 30% dels habitants estaven registrats, dels quals el 12% eren actius; els bibliotecaris eren els funcionaris menys pagats, fent la carrera poc atractiva, i la gent opinava que les biblioteques estaven endarrerides. Els llibres llegits anualment eren 3,2 malgrat l'alta taxa d'alfabetització. L'accés a Internet el donaven principalment iniciatives privades com cibercafès.
En 1992 el Govern del país va promoure la "constitució d'una comissió per analitzar la situació de les biblioteques al país amb l'objectiu d'impulsar un pla de millora dels serveis, en el marc d'una voluntat política nacional d'identificació de la informació com a element estratègic del país" (el Comitè de Revisió Biblioteca 2000). El 1995 es publicà l'informe final fet per la Comissió i el Govern va llegir-lo i acceptà les recomanacions bàsiques. L'informe constituí el pla Library 2000. El 1995 es crea la National Library Board per governar el sistema bibliotecari del país.
Des de mitjan dècada del 1990 les biblioteques públiques han estat connectades a Internet, oferint des d'aleshores accés gratuït a Internet.
El 1997 es crea la Central de Serveis.
Durant l'inici de la dècada del 2000, les biblioteques públiques de Singapur foren pioneres al món en l'establiment de l'accés a Internet, baix l'impuls del govern. El sistema bibliotecari de Singapur es convertí un dels més avançats del món per l'ús de les "tecnologies de la informació, la gestió de recursos humans progressista i aproximacions al marketing inusuals per a agències governamentals.
Al voltant del 2002 la Central va fer proves amb una "sèrie de serveis orientats a les biblioteques escolars". Per donar aquests serveis es signaren convenis escoles, sent-ne el 2002 cinc centres de primària, dos de secundària i un institut.
L'impuls donat al sistema bibliotecari es va veure reflectit amb el progrés de visitants (de sis milions de visitants el 1994 passaren a ser-ne 21 milions el 2001) i els préstecs (passant dels 10 milions del 1994 als 23 milions del 2001). Pel 2002 quasi la mitat de la poblacióhi tenia carnet (2 milions d'usuaris), sent actius el 50% l'últim any. De mitjana, els usuaris hi van un cop a la setmana. Hi havia 7 milions de documents a disposició dels ciutadans de Singapur.
Quan acabà d'executar-se el pla de Library 2000, la National Library Board establí el pla següent Library 2010.
Dins del pla de deu anys per a la millora de l'economia de Singapur mitjançant les teconologies de la informació i la comunicació, Intelligent Nation 2015 (iN2015), es va incloure un pla relatiu a aquest per al 2010, IT in Education Masterplan and Library 2010, que establia objectius per les biblioteques. L'objectiu era portar el coneixement mundial al país creant-hi un impacte social i econòmic positiu. Per a aconseguir-ho el pla estableix que hi haja un accés a l'Internet amb molta velocitat, la millora contínua en la formació mitjançant aparells d'aprenentatge personalitzats que faciliten recursos d'aprenentatge molt actualitzats. Els bibliotecaris assumeixen aquesta missió no soles assegurant-se que hi haja recursos sinó que també s'esforcen a formar en competències informacionals i digitals fent cursos en escoles i en la biblioteca per reduir la fractura digital.

## Biblioteques públiques
Les biblioteques públiques estan organitzades en un sistema bibliotecari. El sistema bibliotecari de Singapur està format per:
- El National Library Board que constitueix el centre del sistema. És "un organisme públic autònom creat el 1995 i vinculat al Ministeri per a la Informació i la Cultura". A més de governar el sistema bibliotecari de Singapur, es dedica a assessorar, planificar i gestionar els serveis d'altres organitzacions, tant públiques com privades i tant estrangeres com nacionals.
- Biblioteca Nacional de Singapur (o "Reference Library")
- La Xarxa de Biblioteques Públiques

Està formada per tres nivells de biblioteca pública: les biblioteques regionals, les biblioteques públiques o "community libraries", i les biblioteques infantils o "community children's libraries". Al 2002 hi havia dues biblioteques regionals (el Pla d'aleshores en preveia quatre per al futur), 23 biblioteques públiques locals i 46 biblioteques infantils.
- La Central de Serveis (Library Support Services)

## Biblioteques acadèmiques
Les universitats tenen biblioteques. És el cas de la Biblioteca del Republic Polytechnic, la Biblioteca de la Universitat Nanyang, la Biblioteca de la Temasek Polytechnic, la Biblioteca del Centre de Disseny Nacional, la Biblioteca de la Politècnica Ngee Ann i les biblioteques de la Universitat Nacional de Singapur.
La Universitat Nacional de Singapur, la més gran i antiga del país, té baix la seua gestió les següents biblioteques: la Biblioteca Central, la Biblioteca Xinesa, la Biblioteca de Llei Cj Koh, la Biblioteca Memorial Hon Sui Sen, la Biblioteca Mèdica i la Biblioteca de Ciència. L'automatització de les biblioteques començà en la dècada del 1970 per a la gestió de revistes. Entre el 1982 i el 1990 s'utilitzà el sistema de gestió bibliotecària MINISIS, que gestionava la catalogació, les adquisicions i les revistes. La circulació era gestionada amb el Library Automated Circulation System. El 1990 tant MINISIS i LACS foren substituïts per Library INtegrated Catalogue (LINC), accessible fora del campus des del 1997.

## Biblioteques privades
Hi ha algunes biblioteques privades com són:
- La Biblioteca Vèdica Arya de Singapur (en hindi: सिंगापुर आर्य वैदिक पुस्तकालय) és localitza a Arya Samaj Bhawan, al carrer Syed Alwi. Conté llibres sobre els vedes i Arya Samaj. Depén de l'organització religiosa hindú Arya Samaj de Singapur.[3]
- La Biblioteca Budista és la primera biblioteca dedicada al budisme del país asiàtic. Serveix tant la comunitat budista com als interessats en general en la religió.[4]
- La biblioteca de la Corporació de Singapur d'Emissions (Singapore Broadcasting Corporation) inclou pel·lícules i música.[20]